# Dror Israel
El movimiento Dror Israel (en hebreo: תנועת דרור-ישראל‎) es un movimiento juvenil sionista educativo y pionero, cuya misión es lograr un cambio educativo y social significativo a largo plazo en el seno de la sociedad israelí, para promover la solidaridad, el activismo social, la democracia y la igualdad ante la ley. 
El objetivo de Dror Israel es formar el núcleo popular de una sociedad ejemplar en Israel basada en la visión de los profetas de Israel y en los fundadores del sionismo.
Dror Israel hace hincapié en la participación de todos los sectores de la sociedad israelí, incluidos los inmigrantes etíopes y rusos, los árabes israelíes, los drusos, los beduinos, las comunidades y la clase obrera. 
En el siglo XXI, Dror Israel ha establecido 16 kibutzim educativos en la periferia social y geográfica de Israel. En estos kibutzim viven actualmente unos 1.200 jóvenes y adultos de entre 20 y 40 años, que trabajan diariamente en las actividades educativas, culturales y sociales de la organización. El movimiento cuenta con más de 100.000 niños, adolescentes y adultos.

## Historia
Dror Israel fue fundada en 2006 por graduados del movimiento juvenil sionista Hanoar Haoved Vehalomed, (el movimiento de la juventud trabajadora y estudiante). 
Hanoar Haoved Vehalomed fue fundada en 1924 por jóvenes que trabajaban para defender sus derechos. Hanoar Haoved Vehalomed fundó más de 100 kibutz entre 1930 y 1980. 
En la década de 1990, junto con el declive del movimiento de los kibutzim, Hanoar Haoved Vehalomed comenzó a examinar de nuevo el camino ideal para la vida de sus miembros, que habían fomentado el asentamiento de los kibutzim en grupos básicos, después de terminar su período de servicio militar obligatorio. 
En lugar de seguir ese camino, se empezó a proponer un modelo en el que los graduados del movimiento formaban pequeñas comunas urbanas que trabajaban en la sociedad, particularmente en el campo de la educación. 
Como parte de este proceso de cambio, Dror Israel fue creado para dar un nombre a este nuevo movimiento, y actualmente considera a Hanoar Haoved Vehalomed como su rama juvenil. 
En 2014, unos 1.200 miembros de Dror Israel, todos ellos antiguos miembros de Hanoar Haoved Vehalomed, vivían en pequeñas comunas urbanas ubicadas en las ciudades o en los kibutzim, y trabajaban en el seno de la sociedad israelí, sobre todo en el campo de la educación y en los diversos movimientos juveniles. Dror Israel debe su nombre al histórico movimiento juvenil sionista polaco llamado Dror.

## Kibutz educativos
Los 16 kibutzim educativos ubicados por todo Israel, están formados por 1.200 jóvenes activos que viven juntos en comunidades, y que se comprometen a mejorar la sociedad israelí, trabajando juntos en diversos proyectos sociales, educativos y comunitarios. 
Los kibutzim educativos luchan por encontrar una nueva forma de vida que permita a sus miembros actualizar los valores judíos del sionismo, la igualdad ante la ley, y la responsabilidad social en el marco de la realidad de la periferia geográfica, social y económica de la Tierra de Israel.
Entre 30 y 100 educadores viven en cada kibutz, de acuerdo con las necesidades locales y las preferencias de los miembros del grupo.
Cada kibutz educacional es el responsable de llevar a cabo una amplia variedad de actividades específicas para las necesidades de la comunidad local. Los kibutzim educacionales se encuentran por toda la geografía de Israel, en las zonas urbanas y en las zonas rurales, en el centro y en la periferia de las ciudades. Unos 100 jóvenes miembros de Dror Israel se unen a los kibutzim educativos cada año.